# أليكساندرو فاغنر
أليكساندرو فاغنر (بالرومانية: Alexandru Vagner)‏ هو لاعب كرة قدم روماني في مركز ظهير ‏، ولد في 19 أغسطس 1989 في أزوغة ‏ في رومانيا. لعب مع كونكورديا كياجنا ونادي براشوف ونادي تارغو موريش.

## وصلات خارجية
- أليكساندرو فاغنر على موقع قاعدة بيانات كرة القدم.إي يو (الإنجليزية)
- أليكساندرو فاغنر على موقع Soccerway.com (الإنجليزية)
- أليكساندرو فاغنر على موقع عالم كرة القدم.نت (الإنجليزية)